# Isabelle Vengerova

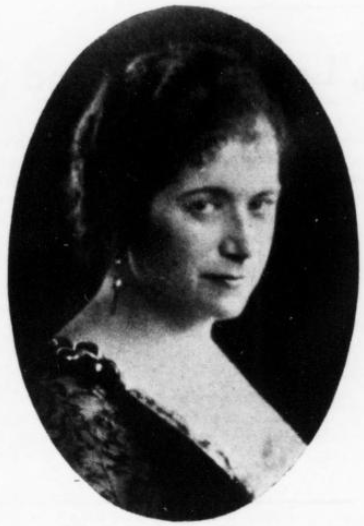
Isabelle Vengerova, 1927

Isabelle Irena Vengerova (auch Wengerow, russ. Изабелла Афанасьевна Венгерова; * 17. Februarjul. / 1. März 1877greg. in Minsk; † 7. Februar 1956 in New York) war eine jüdisch-russische Pianistin und Musikpädagogin.

## Leben
Isabelle Vengerova war die Tochter der Autorin Pauline Wengeroff. Sie studierte Klavier am Konservatorium der Gesellschaft der Musikfreunde in Wien bei Josef Dachs und privat bei Theodor Leschetizky, danach in Sankt Petersburg bei Anna Nikolajewna Jessipowa. In Wien war sie mit Arthur Schnitzler befreundet.
1906 bis 1920 unterrichtete sie am Sankt Petersburger Konservatorium, 1920 bis 1923 war sie auf Konzertreisen durch die UdSSR und Westeuropa, danach siedelte sie sich in den USA an. Am 27. Juni wurde sie u.s.-amerikanische Staatsbürgerin.
Sie war 1924 Mitbegründerin des Curtis Institute und unterrichtete dort Klavier, ab 1933 ebenfalls am Mannes College. 
Zu ihren Schülern gehörten u. a. Ralph Berkowitz, Samuel Barber, Leonard Bernstein, Lukas Foss, Anthony di Bonaventura, Gary Graffman, Lilian Kallir, Virginia Reinecke, Joseph Rezits, Abbey Simon, Gilbert Kalish, Jacob Lateiner und Leonard Pennario.
Sie war die Tante und erste Lehrerin von Nicolas Slonimsky.